# Miricàcies
Les miricàcies (Myricaceae) són una petita família de plantes amb flors dicotiledònies (magnoliòpsids).
Presenten la capacitat de fer la fixació de nitrogen de manera simbiòtica amb l'actinomicet Frankia.
Adopten la forma d'arbusts o petits arbres. Dels tres gèneres existents alguns botànics en separen moltes espècies del gènere Myrica dins un quart gènere Morella.
Myrica té unes 35 espècies, una sola espècie de Canacomyrica i també només una de Comptonia.